# Okręty podwodne typu Delphin
Delphin (niem. delfin) – niemiecki miniaturowy okręt podwodny z okresu II wojny światowej.
Plany okrętów typu Delphin opracowano w 1944 roku. Do końca wojny ukończono trzy prototypy. Przeznaczeniem tych jednostek miały być szybkie podwodne ataki na alianckie jednostki na kanale La Manche. Dzięki charakterystycznemu, kroplowatemu kształtowi prototypy osiągały znaczne prędkości w zanurzeniu. Pilot znajdował się pod kopułą z pleksiglasu. Jednostka wyposażona była w ładunek materiałów wybuchowych, który miał być detonowany po przymocowaniu do dna celu. Istniały plany produkcji wariantów uzbrojonych w torpedę lub minę morską. Prototyp osiągał zanurzenie 30 metrów.
19 stycznia 1945 roku jeden z prototypów uległ zniszczeniu podczas kolizji z łodzią. Pozostałe, znajdujące się w budowie w Berlinie, przeniesiono do Pötenitz, gdzie zostały potem wysadzone w powietrze.